# NGC 682
NGC 682 je galaksija u zviježđu Kit.

## Vanjske poveznice
- SEDS: NGC 0682